# 王國 (卡巴拉)
Malkuth（希伯来文：מלכות；英文：kingdom；中文：王国），或称为神的显现，这是卡巴拉生命之树的第十个质点。它位于树的底部，质点Yesod以下。Malkuth与质点Tiferet的范围相关。Malkuth象征新娘，Tiferet则象征新郎。
与其它九个质点不同，Malkuth是神的属性却不直接源于神。相反地，它源于上帝创世——
这种创造反映并表明了来自上帝自身的神之荣耀。

## 赫耳墨斯与基督卡巴拉
Malkuth的意思是王国。它象征着物质领域/地球，且与物质世界、行星及太阳系相关。重要的是，虽然Malkuth是距离神圣起源最远的流溢，但是它仍处于生命之树中，所以不应认为质点Malkuth只是“非灵魂的”。对于其它位于Malkuth之上的质点，Malkuth是这些质点流溢的接收范围，所以Malkuth给予了其它流溢有形的形式。圣能（divine energy）由上下降，并在Malkuth这个层级彰显，而人类的目的则是，将圣能沿其下降的道路送回生命之树顶端。